# Kitwe
Kitwe és una ciutat capital del seu districte, a la zona central del nord de Zàmbia, a la província de Copperbelt, a prop del riu Kafue i de la frontera amb la República Democràtica del Congo.
Amb una població de 504.194 habitants el 2010, és una de les comunitats urbanes del país.
Centre cuprífer i industrial de primer ordre, desenvolupa més la seva activitat fabril en altres sectors com l'alimentari, el del plàstic i el de la confecció de roba, molts d'ells s'abasteixen de l'energia produïda per la central hidroelèctrica de Kariba, situada al sud de la ciutat.
Kitwe és la seu de l'Institut de Tecnologia de Zàmbia (1970). La ciutat va ser fundada el 1936 per afavorir l'explotació de les mines de coure i va experimentar un ràpid creixement després de la Segona Guerra Mundial, el 1961 es va annexionar la veïna ciutat de Nkana.

## Personatges
- Frederick Chiluba (1943), 2n president de la República de Zàmbia, de 1991 a 2002.
- Petina Gappah (1971), escriptor.
- Jacob Mulenga (1984), futbolista.
- Rainford Kalaba (1986), futbolista.

## Agermanaments
- Detroit
- Sheffield